# Односи Јерменије и Европске уније
Јерменија и Европска унија одржавају позитивне односе током година. Обе стране су повезане преко Свеобухватног и побољшаног споразума о партнерству (ЦЕПА), који је потписан 2017. Бивши јерменски министар спољних послова Едуард Налбандјан изразио је уверење да ће нови споразум о партнерству „отворити нову страницу” у односима ЕУ и Јерменије. Док је бивша висока представница Уније за спољну политику и безбедност Федерика Могерини у јуну 2019. закључила да су односи Јерменије и ЕУ на „одличном” нивоу.

## Односи Јерменије и ЕУ
Споразум о партнерству и сарадњи (ПЦА) (потписан 1996. и на снази до фебруара 2021.) служио је као правни оквир за билатералне односе ЕУ и Јерменије. Од 2004. Јерменија и остале јужнокавкаске државе су део Европске политике суседства (ЕНП). Акциони план ЕНП за Јерменију објављен је 2. марта 2005. „наглашавајући области у којима би се билатерална сарадња могла изводљиво и вредно ојачати”. План поставља „заједнички дефинисане приоритете у одабраним областима за наредних пет година”. У новембру 2005. године у Јеревану су отворене званичне консултације о Акционом плану. Међутим, већина научника и коментатора критиковала је ефикасност ЕНП у олакшавању реформских циљева наведених у Акционом плану, посебно у вези са демократијом, корупцијом и ангажовањем цивилног друштва. Без обзира на то, 12. јануара 2002. Европски парламент је констатовао да би Јерменија и Грузија могле ући у ЕУ у будућности, пошто се обе земље сматрају европским. Јерменија је ушла у Источно партнерство ЕУ 2009. Јерменија је додатно држава чланица Парламентарне скупштине Еуронеста, Савета Европе, Европске политичке заједнице, Скупштине европских региона, Организације за европску безбедност и сарадњу и учествује у разним другим европским програмима и споразумима као што је Европски културни Конвенција, Европски простор високог образовања и Европски суд за људска права, између осталих.
Јерменија и ЕУ почеле су преговоре о Споразуму о придруживању (АА), који је укључивао споразум о дубокој и свеобухватној зони слободне трговине, који би заменио стари ПЦА у јулу 2010. У новембру 2012. године, комесар ЕУ за проширење и европску политику суседства Штефан Филе изјавио је да би преговори о стабилизацији и придруживању могли бити завршени до новембра 2013. Нови центар ЕУ у Јерменији, који треба да постане комуникациони центар Европске уније, званично је отворен у центру Јеревана 31. јануара 2013. Међутим, 3. септембра 2013. Јерменија је објавила своју одлуку да се придружи Евроазијској економској унији . Према политичарима ЕУ, чланство Јерменије у Евроазијској економској унији било би неспојиво са споразумима о којима се преговара са ЕУ. Председник Јерменије Серж Саргсјан изјавио је на седници Парламентарне скупштине Савета Европе 2. октобра 2013. да је Јерменија спремна да потпише Споразум о стабилизацији и придруживању током самита Источног партнерства у Виљнусу у новембру 2013. године, без компоненте споразума о дубокој и свеобухватној области слободне трговине. противречи чланству Јерменије у Евроазијској економској унији. Портпарол европског комесара Филеа одговорио је неколико дана касније рекавши „Ниједан документ Јерменија-ЕУ није спреман за потписивање на самиту у Виљнусу” и „Покушавамо да пронађемо путеве за даљу сарадњу са Јерменијом, на основу постојећих достигнућа”. Ово су пратили и други званичници ЕУ који су поновили ову изјаву. Ниједан АА није парафиран на самиту. Пољски амбасадор у Јерменији је у децембру 2013. рекао да ЕУ и Јерменија разговарају о мање детаљном билатералном споразуму о својим односима и „није искључио могућност да се ради о споразуму о придруживању у другачијем облику”. У јануару 2015, комесар ЕУ за европску политику суседства и проширење Јоханес Хан изјавио је да је ЕУ спремна да потпише ревидирани АА без одредби о слободној трговини. Преговори су покренути у децембру 2015.
Иако трговина Јерменије са ЕУ далеко премашује трговину са чланицама Евроазијске економске уније Русијом, Белорусијом и Казахстаном заједно, Јерменија је зависна од Русије по питању безбедности. Јерменија види савез Јерменије са Русијом и њено чланство у Организацији уговора о колективној безбедности као противтежу наглом повећању војних трошкова Азербејџана (Азербејџан је од Русије купио тенкове, артиљеријске топове и ракетне бацаче у вредности од милијарде америчких долара 2011., 2012. и 2013.). Јерменија то види као претњу с обзиром да први рат у Нагорно-Карабаху (оружани сукоб који се одиграо од 1991. до маја 1994. између Јерменије и Азербејџана) остаје нерешен. Русија (такође) има војно присуство у Јерменији, руска 102. војна база је активна база која се налази у граду Гјумри .
Дана 24. фебруара 2017, Тигран Саргсиан, председавајући Евроазијске економске комисије, изјавио је да је став Јерменије да сарађује и ради и са Европском унијом и са Евроазијском економском унијом. Саргсјан је додао да, иако је Јерменија део Евроазијске економске уније, ускоро ће бити финализован ревидирани Споразум о придруживању Европској унији између Јерменије и ЕУ.
Европска унија и Јерменија су 27. фебруара 2017. финализирале нови споразум о продубљивању својих политичких и економских веза. Јерменски председник Серж Саргсјан састао се у Бриселу са председником Европског савета Доналдом Туском и другим високим званичницима. Нови Свеобухватни и побољшани споразум о партнерству ће проширити и проширити обим односа између ЕУ и Јерменије, али неће бити Споразум о придруживању. Потписали су га Јерменија и све земље чланице ЕУ 24. новембра 2017.

### Развој од 2017

#### 2017
Премијер Јерменије Карен Карапетјан рекао је 3. априла 2017. да Јерменија тежи да постане мост између Европске уније, Евроазијске уније и других економских блокова. Он је такође рекао да чланство Јерменије у Евроазијској економској унији неће утицати на њен растући однос са ЕУ.
Нови политички савез у Јерменији, који се састоји од неколико прозападних партија, водио је кампању против даље интеграције у Евроазијску економску унију и обавезао се да ће тражити споразум о слободној трговини са Европском унијом на јерменским парламентарним изборима 2017 . После избора 2017. године, портпарол Европске службе за спољне послове Маја Коцијанчич рекла је да је ЕУ посвећена стабилној, демократској и просперитетној будућности Јерменије и да ће ЕУ ојачати политички дијалог и наставити да подржава економске и социјалне реформе у Јерменији. У међувремену, председник Јерменије Серж Саргсјан изјавио је да Јерменија током предизборног говора настоји да изгради чвршће везе и са Русијом и са ЕУ.
Министар спољних послова Јерменије Едуард Налбандјан присуствовао је 12. априла 2017. године састанку Источног партнерства и Вишеградске групе у Варшави, Пољска. Министар је истакао значај Источног партнерства и односа Јерменије са ЕУ. Он се дотакао важности међуповезаности на европском континенту, отпочињући разговоре о либерализацији визног режима, поздравио је одлуку о проширењу трансевропских транспортних мрежа на земље Источног партнерства, као и напредак Јерменије у приступању заједничком европском ваздушном простору. Он је такође захвалио ЕУ и Европској инвестиционој банци на финансирању изградње модерних аутопутева и граничних прелаза са суседном Грузијом. Министар је навео да је Јерменија земља спремна да окупи ЕУ, земље Источног партнерства и чланице Евроазијске економске уније ради подстицања економског раста и развоја.
У мају 2017. делегација Комитета за спољне послове Европског парламента састала се са председником Јерменије у Јеревану. Председник је са задовољством рекао да је Јерменија последњих година забележила значајан напредак у односима са Европском унијом. Он је навео и да је Јерменија спремна да прошири постојеће партнерство са ЕУ у свим могућим областима. У међувремену, председник парламента Јерменије је током састанка изјавио да ЕУ остаје један од главних партнера Јерменије и да се сарадња са ЕУ заснива на заједничком систему вредности.
У августу 2017, Ваи Оут Аллианце; настао као либерални политички савез у Јерменији и прогласио да је озбиљна грешка Јерменије да се придружи Евроазијској економској унији. Лидери партија су навели да ће на дневном реду алијансе бити разговори о изласку из Евроазијске економске уније. Алијанса је задржала проевропску оријентацију и веровала је да је Јерменија требало да потпише споразум о придруживању са ЕУ уместо да се придружи Евроазијској економској унији.

#### 2018
Као резултат јерменске револуције 2018. године, јерменски премијер Серж Саргсјан најавио је 23. априла да ће поднети оставку како би одржао мир у Јерменији након свакодневних протеста. ЕУ је поздравила мирну природу промена. Док се опозициони лидер Никол Пашињан залагао за неутралну позицију Јерменије и позитивне односе и са ЕУ и са Русијом. Пашињан је даље изјавио да ће, уколико постане премијер, продубити односе са ЕУ и учинити све што је могуће да се грађанима Јерменије омогући безвизни приступ шенгенском простору . Међутим, Пашињан је потврдио да неће повући чланство Јерменије из Евроазијске економске уније, упркос претходним дискусијама које су доводиле у питање чланство Јерменије.
Након јерменских парламентарних избора 2018, Никол Пашињан је именован за премијера Јерменије. Током свог првог говора као премијера, Пашињан је изјавио да Јермени заслужују да слободно путују Европом, што је предност коју су већ уживале друге чланице Источног партнерства Грузија, Молдавија и Украјина. Висока представница ЕУ за спољне послове Федерика Могерини честитала је новом лидеру.
У међувремену, Светла Јерменија се појавила као званична опозициона странка, поставши трећа по величини странка у Народној скупштини. Едмон Марукјан, лидер Светле Јерменије, изјавио је да би, уколико Јерменија настави чланство у Евроазијској економској унији — чак и на штету националних интереса, партија Светла Јерменија деловала као противник и захтевала да се предузму одговарајуће мере за повлачење Јерменије из Евроазијске економске уније и да без одлагања започне прве кораке преговора о приступању ЕУ.

#### 2019
У октобру 2019, заменик премијера Јерменије Тигран Авињан изјавио је да Јерменија и ЕУ имају потпуно другачији ниво односа након јерменске револуције 2018 . Министар је потврдио да је револуција ојачала везе између Јерменије и ЕУ јер обе деле исте демократске вредности . Министар је даље навео да је „ова нова политичка ситуација потпуно у складу са ставовима ЕУ”. Авињан је такође јасно ставио до знања да ће Јерменија у будућности морати да одлучи да ли да настави са кандидатуром за чланство у ЕУ. Министар је саветовао да ће свака одлука да Јерменија уђе у Европску унију морати да се изнесе пред народ и да ће будуће приступање Јерменије ЕУ наступити тек након потпуног иступања Јерменије из Евроазијске уније.

#### 2021
Европска унија и Јерменија су ратификовале Споразум о свеобухватном и побољшаном партнерству Јерменија-ЕУ ; који је ступио на снагу 1. марта 2021. Споразум унапређује билатералне односе између ЕУ и Јерменије на нови, партнерски ниво и регулише сарадњу у политичким и економским секторима, уз унапређење трговинских односа. Споразум је такође осмишљен да постепено приближи јерменске законе и прописе правној тековини ЕУ. Стални комитет за европске интеграције одговоран је за спровођење услова и споразума ЦЕПА.

#### 2022
Премијер Никол Пашињан учествовао је 6. октобра 2022. на 1. самиту Европске политичке заједнице одржаном у Прагу. Током самита, договорено је да мисија коју предводи Европска унија буде распоређена на јерменској страни границе са Азербејџаном на период од два месеца праћења након јерменско-азербејџанске граничне кризе . Мисија је завршила свој мандат 19. децембра 2022. године и заменио ју је Тим ЕУ за помоћ при планирању у Јерменији. Тим ЕУ за помоћ у планирању завршио је своје активности 23. јануара 2023. у склопу припрема за дугорочну мисију коју води ЕУ.

#### 2023
Министар спољних послова Јерменије Арарат Мирзојан је 27. децембра 2022. године писао високом представнику Уније за спољну политику и безбедност и позвао Европску унију да распореди цивилну мисију заједничке безбедносне и одбрамбене политике у земљи. Мисија Европске уније у Јерменији (ЕУМА) је накнадно одобрена од стране Савета Европске уније 23. јануара 2023. са почетним периодом распоређивања од две године. Мандат ЕУМА је да допринесе стабилности у пограничним областима Јерменије, изгради поверење на терену и обезбеди окружење погодно за напоре за нормализацију између Јерменије и Азербејџана .
У Јеревану је 27. јануара 2023. одржан први састанак на високом нивоу о политичком и безбедносном дијалогу између Јерменије и ЕУ. Заменик министра спољних послова Јерменије Вахе Геворгјан и заменик генералног секретара Европске службе за спољне послове Енрике Мора разговарали су о јачању политичких веза и даљем развоју односа Јерменија-ЕУ. Стране су разговарале о питањима са којима се Јерменија суочава и безбедносним изазовима широм Европе, размештању ЕУМА, потреби успостављања стабилног и мирног региона Јужног Кавказа и процесу нормализације јерменско-турских односа. Енрике Мора је изјавио: „Први политички и безбедносни дијалог Јерменије и ЕУ који је данас покренут показује наш заједнички интерес за унапређење сарадње по питањима спољне и безбедносне политике, као и спремност да радимо заједно у корист мира, безбедности и стабилности. Очекује се да ће се састанци политичког и безбедносног дијалога Јерменија-ЕУ састајати једном годишње”.

## Репрезентација
Делегација Европске уније у Јерменији је дипломатско представништво ЕУ у Јерменији. Налази се у Јеревану. Тренутни амбасадор ЕУ у Јерменији је Андреа Викторин . Јерменија је представљена у ЕУ преко своје сталне мисије која се налази у Бриселу, Белгија. Амбасадорка Јерменије у ЕУ је Ана Агађанијан.

## Дијалог о либерализацији визног режима
Од 2013. грађани Европске уније путују у Јерменију без виза.
Бивши председник Јерменије Серж Саргсјан је 15. марта 2017. објавио да Јерменија тренутно учествује у низу споразума и програма ЕУ и да је ЕУ важан партнер. Он је такође најавио да ће Јерменија ускоро започети разговоре са ЕУ о успостављању безвизног режима за јерменске држављане у шенгенски простор ЕУ. У међувремену, бивши шеф Делегације ЕУ у Јерменији, амбасадор Пјотр Свиталски изјавио је да ће акциони план за почетак визне либерализације између Јерменије и ЕУ бити на дневном реду следећег самита Источног партнерства 2017. године и дијалога за безвизна путовања. почеће почетком 2018. Он је истакао важност бољег повезивања Јерменије са ЕУ. Амбасадор је навео и да би грађанима Јерменије могло бити одобрено путовање без виза у ЕУ до 2020. године.
Дана 10. априла 2018, бивши заменик министра спољних послова Јерменије потврдио је да ће ЕУ ускоро обезбедити Јерменији акциони програм за покретање дијалога о либерализацији визног режима. Министар је даље навео да Јерменија већ спроводи предуслове за покретање дијалога о либерализацији визног режима.
Дана 1. маја 2018, новоименовани премијер Јерменије, Никол Пашињан, најавио је да ће грађани Јерменије у најскорије време моћи да путују унутар шенгенског простора ЕУ без виза.
Дана 18. јануара 2019. године, покренут је прелиминарни дијалог о либерализацији визног режима у оквиру Свеобухватног и унапређеног споразума о партнерству између Јерменије и ЕУ .
У мају 2020. године, Никол Пашињан је објавио да је постигнут договор са ЕУ о отпочињању преговора о либерализацији визног режима. У међувремену, амбасадорка ЕУ у Јерменији Андреа Викторин потврдила је да Споразум о свеобухватном и побољшаном партнерству између Јерменије и ЕУ предвиђа да ће ЕУ наставити да промовише мобилност грађана кроз споразум о визним олакшицама и да очекује да ће званични преговори почети у догледно време.

## Заједнички ваздушни простор Јерменије и ЕУ
Јерменија је члан Еуроцонтрола, Европске конференције цивилног ваздухопловства и партнер Европске агенције за безбедност ваздухопловства . Након што је у фебруару 2017. потписан нови споразум о партнерству Јерменија-ЕУ, Јерменија је започела преговоре за придруживање заједничком европском ваздушном простору. Током прве рунде разговора у априлу 2017. године, шеф Одељења за цивилно ваздухопловство Јерменије је изјавио да Јерменија придаје велики значај придруживању заједничком ваздухопловном простору и да ће то омогућити јерменским и европским авио-компанијама да додатно појачају своје активности и омогућити више европских авио-компанија да лети у Јерменију. Делегација ЕУ у Јеревану је навела да ће споразум омогућити Јерменији да има чвршћу везу са Европом и спољним светом и да ће отворити нове путне руте, уз смањење путних трошкова за путнике. Када се уговор финализује, авио-компаније ће имати прилику да управљају новим линијама без икаквих ограничења и уживају једнаке могућности сервисирања тржишта са 500 милиона становника.
Јерменија и ЕУ су 15. новембра 2021. године на церемонији одржаној у Бриселу завршиле преговоре о Споразуму о заједничком ваздушном простору између две стране. Предности споразума укључују нове могућности ваздушног саобраћаја, директније везе и економске користи за обе стране. Све авио-компаније ЕУ ће моћи да обављају директне летове са било ког места у ЕУ до било ког аеродрома у Јерменији, и обрнуто за јерменске авио-компаније. Сва ограничења и ограничења летова између Јерменије и ЕУ биће уклоњена. Споразумом ће Јерменија додатно ускладити своје законодавство са правилима и стандардима ЕУ о ваздухопловству.

## Трговина Јерменије и ЕУ
Јерменија има користи од трговинске иницијативе ЕУ Генерализоване шеме преференцијала плус (ГСП+). Ово нуди јерменском извозу повољан приступ јединственом европском тржишту омогућавајући потпуну суспензију царина на приближно 66% свих тарифних линија ЕУ. Више од 96% увоза из Јерменије који испуњава услове за повластице ГСП+ у ЕУ ушло је у ЕУ са нултим царинама 2017. ЕУ је највеће извозно тржиште Јерменије, трговина са ЕУ чини око 26,7% укупне трговине Јерменије. Трговина између ЕУ и Јерменије порасла је за 15% у 2018. достигавши укупну вредност од 1,1 милијарду евра.
У 2022. билатерална трговина Јерменије са ЕУ премашила је 2,3 милијарде долара, што је ЕУ учинило једним од највећих и најважнијих економских партнера Јерменије.

## Помоћ ЕУ Јерменији
ЕУ је највећи пружалац финансијске подршке и кључни реформски партнер у Јерменији. Као део европске политике суседства, Јерменија има користи од финансијске помоћи ЕУ. Износ који се додељује Јерменији зависи од посвећености Јерменије реформама. Одређени реформски циљеви ЕУ морају бити испуњени пре него што се новац исплати. Планирани износ помоћи ЕУ Јерменији за период 2017—2020 је до 185 милиона евра.
У јулу 2021, комесар ЕУ за суседство и проширење Оливер Вархељи најавио је да ће ЕУ доделити Јерменији износ од приближно 3,1 милијарду долара помоћи, што је повећање од 62 одсто од износа који је раније обећан.

## Јавно мњење
Истраживање јавног мњења у Јерменији из децембра 2006. показало је да би чланство у ЕУ било добродошло, при чему је 64% од узорка од 2.000 било за, а само 11,8% против. Друга анкета спроведена у јерменској престоници Јеревану у октобру 2006. године показала је да „чак 72% становника града верује, са различитим степеном уверења, да будућност њихове земље лежи у ЕУ, а не у Заједници независних држава (ЗНД) којом доминира Русија).” Ипак, више од две трећине становништва земље верује да Јерменија неће бити спремна да се придружи ЕУ најмање до 2019. године.
Истраживање јавног мњења из 2007. године показало је повећање интересовања Јерменије за ЕУ, са 80% јерменске јавности за евентуално чланство.
Према истраживању јавног мњења из 2012. године, 54% (26% снажна подршка + 28% пре подршка) Јермена је подржало чланство Јерменије у ЕУ.
Одлука Јерменије од 3. септембра 2013. да се придружи Евроазијској унији изазвала је серију протеста у Јеревану против те акције, јер су се многи плашили да Русија покушава да спречи Јерменију да изгради дубљи однос са ЕУ, баш као што су покушали да ураде у Украјини . што је довело до евромајданских демонстрација. Директор Евроазијског партнерског фонда Геворг Тер-Габриељан изјавио је да „треба да се боримо против руског мешања”, међутим, он је такође признао да „[јерменска] јавност у великој мери подржава придруживање Русији. Осим тога, не воле ЕУ, коју виде као извор изопачених вредности”, додао је он „Они воле Русију, барем утолико што је чудовиште које познајете боље од оног којег не познајете”.
Према Галуповом истраживању јавног мњења из 2017. спроведеном у Јерменији, 27,2% испитаника је за интеграцију са Европском унијом, док је 36% за интеграцију са Евроазијском економском унијом .
Према истраживању источног пројекта ЕU NEIGHBOURS из 2018.:
- У Јерменији расту про-ЕУ осећања; 48 одсто Јермена има позитивну слику о ЕУ, као и 2017. године. Број особа са негативним мишљењем о ЕУ је само 8%.
- 80% Јермена (4% више у односу на 2017.) сматра да су односи са Европском унијом добри — далеко испред регионалног просека (63%).
- 70% људи у Јерменији верује ЕУ (5% више у односу на 2017), док је поверење у Евроазијску економску унију (48%) опало.
- 69% Јермена (4% више у односу на 2017.) је свесно финансијске подршке ЕУ земљи, а две трећине сматра да је подршка ЕУ ефикасна (66% — у односу на 62% у 2016. и у поређењу са регионалним просеком од 48% у земљама источног суседства).

Према истраживању из 2020. пројекта ЕУ NEIGHBOURS:
- 86% Јермена (10% више у односу на 2016.) сматра да су односи са Европском унијом добри — далеко испред регионалног просека Источног партнерства (70%).
- 60% људи у Јерменији верује ЕУ у поређењу са 51% поверења у Евроазијску економску унију.
- 65% Јермена је свесно финансијске подршке ЕУ земљи, а 80% оних који су свесни подршке сматра да је она ефикасна.

### Индивидуална мишљења
Европски парламент је 12. јануара 2002. констатовао да би Јерменија и Грузија могле ући у ЕУ у будућности. Постоји велико интересовање да се Јерменија на крају придружи Европској унији, посебно међу неколико истакнутих јерменских политичара и шире јавности у Јерменији. Међутим, бивши председник Роберт Кочарјан рекао је да ће задржати Јерменију везану за Русију и ОУКБ, који су остали партнери, и да неће тражити чланство у ЕУ или НАТО-у . Бивши председник Серж Саргсјан заузео је сличан став према овом питању.
Према речима Артура Багдасаријана, шефа странке Владавина права и бившег председника Народне скупштине, чланство Јерменије у Европској унији „требало би да буде један од кључних приоритета садашње и будуће спољне политике земље”. Багдасариан сматра да ће „чланство у ЕУ отворити нове путеве Јерменији да пређе у нови геополитички миље као и у ново економско окружење”. Он је такође додао да ће то „омогућити Јерменији да има приступ потпуно новом систему безбедности”.
Бивши заменик министра трговине и економског развоја Тигран Давтјан изјавио је „Надамо се да ћемо имати јасан акциони план, којим ће се Јерменија корак по корак приближавати Европи, европском систему вредности. Јерменија је увек била, јесте и остаће део Европе. Увек смо себе сматрали делом Европе и европског система вредности, а Јерменија је, макар и у малој мери, допринела формирању тог система вредности”, током конференције коју је одржао ОСФ Јерменија .
Бивши министар спољних послова Јерменије Вардан Оскањан поновио је 2005. да је „Јерменија Европа. Ово је чињеница, то није одговор на питање.” Торбен Холтзе, бивши шеф представништва Европске комисије у Јерменији и Грузији и амбасадор Европске уније са резиденцијом у Тбилисију, изјавио је „У принципу, Јерменија је европска земља и као и друге европске државе има право да бити чланица ЕУ под условом да испуњава неопходне стандарде и критеријуме”.
Хованес Хованисјан је рекао да у Јерменији постоји прилично чврсто мишљење да будућност земље лежи у Европи . „Нема говора о Азији”, рекао је он и додао да јерменско друштво себе сматра европским и слави своје европско порекло и вредности. Он је такође рекао да Јерменија дели значајну историју са Европом и да јерменски језик потиче из исте језичке породице као и многи европски језици .
Дана 13. новембра 2010. године, бивши заменик амбасадора Јерменије у Сједињеним Државама, Армен Харазјан, изјавио је: „Сама Јерменија мора да тежи да поново открије и поново се успостави као део Европе” и да је „Јерменија у основи европско друштво”.
Дана 9. јуна 2015. Стјопа Сафарјан, шеф Јерменског института за међународне и безбедносне послове, изјавио је да је Русија уцењивала Јерменију да не потпише споразум о придруживању са ЕУ. Сафарјан је рекао да је Русија изоловала Јерменију и позвао јерменске власти да наставе преговоре о потписивању споразума са ЕУ. Сафарјан је 10. августа 2015. такође изјавио да нема користи од придруживања Јерменије Евроазијској економској унији и да придруживање економској унији није донело побољшања јерменској економији.
Микаел Минасјан, амбасадор Јерменије при Светој Столици и Малти, изјавио је да су „Јерменију и Европу, пре свега, објединиле наше заједничке вредности. Јерменија, Арцах и јерменски народ широм света били су и јесу неотуђиви део европске цивилизације и источна граница хришћанског света”.
У марту 2019. године, потпредседник парламента Јерменије Ален Симоњан изјавио је: „Током протеклих 28 година након независности Јерменија се придржавала паневропских вредности и наставља да гради своју сарадњу у европском правцу”, током свечаности посвећене деоници. Северне авеније као „Трг Европе”.
Председник Јерменије Армен Саркисјан је у јулу 2019. изјавио да „Јерменија није само земља која је потписала споразум са Европском унијом, већ и земља која јесте и увек је била дубоко европска у културном смислу. Зато је приближавање ЕУ за нас сасвим природно. Јерменија је колевка европских вредности, од наше религије и културе до књижевности и музике”, током састанка са председником Европског савета Доналдом Туском у Јеревану . Заузврат, Доналд Туск је изјавио да је „Јерменија саставни део европске породице и културе. Место аутентичних људи који цене слободу. Севанаванк је споменик који сведочи о миленијумском отиску Јерменије на европску културу.”
У новембру 2019. године, током састанка Источног партнерства, бивши министар спољних послова Јерменије Зохраб Мнацаканиан изјавио је да „Источно партнерство није суседство, то је источни бок Европе. То је значај Источног партнерства. Није на истоку Европе, то је на истоку Европске уније, али Европска унија није цела Европа. Важан изазов је ширење осећаја источног крила Европе даље према другим деловима Европе”. Министар је навео да Јерменија дели европске вредности демократије, људских права и одговорности према грађанима. Мнацаканиан је такође рекао да је недавно истраживање показало да 92% јерменске јавности односе са ЕУ сматра веома добрим. Министар је подржао идеју да је Европа дом Јерменије.
Током конференције за новинаре, Тигран Кхзмаљан, председник Европске партије Јерменије, изјавио је да смо „убеђени да је Јерменија европска држава, да смо не само европска већ и кључна култура за Европу”. Хзмаљан је такође навео да је Евроазијска унија корумпиран, непријатељски и колонијални систем и да ће Европска партија Јерменије стајати у опозицији тренутном чланству Јерменије, истовремено подржавајући развој Јерменије као европске државе у оквиру европске породице држава.
У Јеревану је 21. фебруара 2023. одржана конференција демократских снага укључујући опозиционе политичке партије и цивилно друштво. Учествовали су делегати Европске партије Јерменије, Партије Ханрапетутјун, Уније за национално самоопредељење, Национал-демократског пола и преко десетина представника јерменских организација цивилног друштва. Чланови конференције позвали су Владу Јерменије да објави своје повлачење из ОДКБ и Евроазијске уније и да поново усклади војну интеграцију Јерменије са Сједињеним Државама и Западом. Поред тога, учесници су потписали декларацију у којој су позвали владу да одмах поднесе кандидатуру за чланство у ЕУ за Јерменију.

## Про-ЕУ организације
АЕГЕЕ Иереван је невладина студентска организација основана 2010. године као огранак Европског студентског форума . АЕГЕЕ Иереван подржава развој ближих односа Јерменије и Европске уније, континуирану европску интеграцију Јерменије и развој демократског и разноликог друштва које је политички и друштвено интегрисано.
Јерменско атлантско удружење је невладина организација основана 2001. године. Организација подржава продубљивање односа Јерменије са НАТО-ом, истовремено подстичући ближе везе са ЕУ.
Скупштина Јермена Европе (ААЕ) је паневропска организација која подржава јерменске заједнице широм Европе и развија тешње везе између тих заједница и европских институција. Организација је основана 2003. године са седиштем у Белгији.
ЕУНИЦ Јерменија, основана 2018. године, је јерменски огранак Националног института за културу Европске уније. Организација настоји да промовише културну разноликост и размену између земаља чланица ЕУ и Јерменије.
Европска јерменска федерација за правду и демократију (ЕАФЈД) је кровна организација са седиштем у Белгији, која представља значајан део јерменске дијаспоре у Европи. Организација је основана 2002. године и активно ради на јачању веза и продубљивању сарадње између Јерменије и 27 држава чланица ЕУ .
Европско пословно удружење Јерменија основано је 2015. године, уз подршку Делегације ЕУ у Јерменији. Асоцијација настоји да развије економске и трговинске односе између предузећа из ЕУ и Јерменије, прошири билатералну трговину, подстакне стране инвестиције и подржи економске реформе у Јерменији.
Европски пријатељи Јерменије (ЕуФоА) је међународна невладина организација основана 2009. године која има за циљ промовисање сарадње између Европске уније и Јерменије. Организација је са седиштем у Белгији и координира активности између Европског парламента, грађанских друштава, удружења и невладиних организација, као и јерменске дијаспоре и политичких организација широм Европе.
НВО за европске интеграције је невладина организација основана 2000. године. Организација настоји да ојача односе Јерменије и ЕУ, подржи развој цивилног друштва и даље интегрише Јерменију у паневропску породицу држава. Организација такође креира и спроводи пројекте и истраживачке иницијативе које промовишу демократију, људска права и европске вредности, као и подизање јавне свести и лобирање за оријентацију Јерменије ка Европи.
Институт за либералну политику, основан 2017. године, је независни тхинк танк и образовни институт који промовише либералну политику и развој ближих веза са ЕУ.
Међународни центар за људски развој, основан 2000. године, је невладин тхинк танк. ИЦХД подржава европску интеграцију Јерменије и настоји да убрза интеграцију Јерменије у Европску унију.

## Про-ЕУ политичке странке
У Јерменији постоји неколико политичких партија које се залажу за ближе односе са ЕУ или подржавају чланство Јерменије у ЕУ. Ови укључују:
- Партија Јерменског националног покрета, странка се залаже за потписивање споразума о придруживању са ЕУ.[88]
- Светла Јерменија, странка се залаже за повећање односа са ЕУ на ниво стратешког партнерства и за поновно преговарање о споразуму о дубокој и свеобухватној зони слободне трговине са ЕУ.[89]
- Конзервативна странка подржава ближе односе са ЕУ.[90]
- Европска партија Јерменије, партија је изразито антируска и позива на хитно повлачење Јерменије из Евроазијске уније. Манифест странке подржава Јерменију да се пријави за чланство и у ЕУ и у НАТО .[83]
- За Републичку странку, странка позива на ближе везе са ЕУ.[91]
- Слободне демократе, странка сматра да Јерменија треба да повуче своје чланство из Евроазијске уније.[92]
- Партија Ханрапетутиун, партија подржава евентуално чланство Јерменије у ЕУ.[93]
- Херитаге, партија се залаже за интеграцију Јерменије у ЕУ и коначно приступање .[94]
- Оринатс Јеркир, странка поново потврђује да би евентуално чланство Јерменије у ЕУ требало да буде један од кључних приоритета садашње и будуће политичке агенде Јерменије.[95]
- Народна партија Јерменије, партија се залаже за дубље европске интеграције.[96]
- Унија за национално самоопредељење, странка верује да ће евентуално приступање ЕУ резултирати мирним решењем конфликта у Нагорно-Карабаху .[97]
- Панарменска партија Сасна Тсрер, антируска партија која позива на повлачење Јерменије и из Евроазијске уније и из Организације уговора о колективној безбедности .[98]
- Партија суверене Јерменије, странка подржава потписивање споразума о придруживању са ЕУ.[99]

## Перспектива чланства у ЕУ
Као и Кипар, Јерменију многи сматрају културно повезаном са Европом због њене повезаности са европским друштвом, преко њене дијаспоре, њеног индоевропског језика и верског критеријума хришћанства . Европски парламент је 12. јануара 2002. приметио да би Јерменија у будућности могла да уђе у ЕУ.
У децембру 2019. године, након осме парламентарне скупштине Еуронеста, све чланице су усвојиле резолуцију у којој су наведени различити циљеви интеграције у ЕУ који треба да се постигну до 2030. године. Резолуцијом се потврђује да је процес проширења ЕУ отворен за земље чланице Источног партнерства и да ће будуће проширење ЕУ бити од обостране користи и за ЕУ и за чланице Источног партнерства. У резолуцији је похваљен напредак постигнут у Јерменији након Баршунасте револуције 2018 . У резолуцији се такође наводи да је „Јерменија једина земља у Европи која је прешла са хибридног режима 2017. на демократију 2018.” и да је ратификација новог Споразума о свеобухватном и побољшаном партнерству (ЦЕПА) од стране јерменског парламента у априлу 2018. се сматра доказом стратешки ојачаног партнерства између Јерменије и ЕУ.